# Psectrosciara minor
Psectrosciara minor är en tvåvingeart som beskrevs av Cook 1971. Psectrosciara minor ingår i släktet Psectrosciara och familjen dyngmyggor. Inga underarter finns listade i Catalogue of Life.